# Мајерс Корнер (Њујорк)
Мајерс Корнер (енгл. Myers Corner) насељено је место без административног статуса у америчкој савезној држави Њујорк.

## Демографија
По попису из 2010. године број становника је 6.790, што је 1.244 (22,4%) становника више него 2000. године.
| Група             | 2000.         | 2010.         |
| Белци             | 4.576 (82,5%) | 5.234 (77,1%) |
| Афроамериканци    | 239 (4,3%)    | 338 (5,0%)    |
| Азијати           | 303 (5,5%)    | 480 (7,1%)    |
| Хиспаноамериканци | 350 (6,3%)    | 678 (10,0%)   |
| Укупно            | 5.546         | 6.790         |